# Serie C1 2007/2008
Soutěžní ročník Serie C1 2007/08 byl 30. ročník třetí nejvyšší italské fotbalové ligy. Soutěž začala 26. srpna 2007 a skončila 8. června 2008. Účastnilo se jí celkem 36 týmů rozdělené do dvou skupin po 18 mužstev. Z každé skupiny postoupil vítěz přímo do druhé ligy, druhý postupující se probojoval přes play off.

## Skupina A
| Poř. | Tým                         | Z  | V  | R  | P  | VG | OG | B  |
| ---- | --------------------------- | -- | -- | -- | -- | -- | -- | -- |
| 1.   | US Sassuolo Calcio          | 34 | 19 | 6  | 9  | 46 | 32 | 63 |
| 2.   | US Cremonese                | 34 | 16 | 12 | 6  | 50 | 36 | 60 |
| 3.   | AS Cittadella               | 34 | 15 | 13 | 6  | 52 | 34 | 58 |
| 4.   | AS Foligno                  | 34 | 15 | 12 | 7  | 38 | 30 | 57 |
| 5.   | US Foggia                   | 34 | 15 | 11 | 8  | 47 | 34 | 56 |
| 6.   | Calcio Padova               | 34 | 14 | 13 | 7  | 57 | 37 | 55 |
| 7.   | AC Legnano                  | 34 | 13 | 9  | 12 | 42 | 34 | 48 |
| 8.   | AC Monza Brianza 1912       | 34 | 11 | 13 | 10 | 38 | 35 | 46 |
| 9.   | Novara Calcio               | 34 | 12 | 10 | 12 | 44 | 52 | 46 |
| 10.  | SS Cavese 1919              | 34 | 11 | 11 | 12 | 44 | 44 | 44 |
| 11.  | SSC Benátky 1               | 34 | 13 | 5  | 16 | 38 | 41 | 43 |
| 12.  | AC Pro Sesto                | 34 | 11 | 10 | 13 | 42 | 45 | 43 |
| 13.  | Ternana Calcio              | 34 | 11 | 8  | 15 | 34 | 40 | 41 |
| 14.  | Pro Patria Gallaratese G.B. | 34 | 7  | 17 | 10 | 33 | 35 | 38 |
| 15.  | Paganese Calcio 1926        | 34 | 7  | 11 | 16 | 26 | 41 | 32 |
| 16.  | AC Lecco                    | 34 | 8  | 8  | 18 | 30 | 48 | 32 |
| 17.  | Hellas Verona FC            | 34 | 7  | 10 | 17 | 24 | 41 | 31 |
| 18.  | SS Manfredonia Calcio       | 34 | 8  | 7  | 19 | 24 | 50 | 31 |

Poznámky
- Z = Odehrané zápasy; V = Vítězství; R = Remízy; P = Prohry; VG = Vstřelené góly; OG = Obdržené góly; B = Body
- za výhru 3 body, za remízu 1 bod, za prohru 0 bodů.
- 1  SSC Benátky bylo odečten 1 bod.

|  | Přímý postup do Serie B 2008/09                    |
|  | Play off                                           |
|  | Play out                                           |
|  | Přímý sestup do Lega Pro Seconda Divisione 2008/09 |

### Play off
Boj o postupující místo do Serie B.

#### Semifinále
US Foggia – US Cremonese 0:0, 1:1

AS Foligno – AS Cittadella 1:0, 0:2

#### Finále
AS Cittadella – US Cremonese 0:1, 3:1
Postup do Serie B 2008/09 vyhrál tým AS Cittadella.

### Play out
Boj o udržení v Serie C1.
AC Lecco – Paganese Calcio 1926 1:0, 0:2

Hellas Verona FC – Pro Patria Gallaratese G.B. 1:0, 1:1
Sestup do Lega Pro Seconda Divisione 2008/09 měli kluby AC Lecco a Pro Patria Gallaratese G.B.. Nakonec oba kluby zůstali v lize i v příští sezoně.

## Skupina B
| Poř. | Tým                        | Z  | V  | R  | P  | VG | OG | B  |
| ---- | -------------------------- | -- | -- | -- | -- | -- | -- | -- |
| 1.   | Salernitana Calcio 1919    | 34 | 16 | 14 | 4  | 43 | 25 | 62 |
| 2.   | Ancona Calcio              | 34 | 15 | 12 | 7  | 43 | 26 | 57 |
| 3.   | Taranto Sport              | 34 | 14 | 13 | 7  | 47 | 31 | 55 |
| 4.   | FC Crotone                 | 34 | 14 | 13 | 7  | 45 | 30 | 55 |
| 5.   | Perugia Calcio             | 34 | 15 | 8  | 11 | 35 | 34 | 53 |
| 6.   | AC Arezzo                  | 34 | 13 | 14 | 7  | 42 | 32 | 53 |
| 7.   | Pescara Calcio 2           | 34 | 15 | 9  | 10 | 47 | 36 | 53 |
| 8.   | AS Lucchese Libertas       | 34 | 12 | 15 | 7  | 36 | 30 | 51 |
| 9.   | Gallipoli Calcio           | 34 | 12 | 10 | 12 | 52 | 44 | 46 |
| 10.  | Sorrento Calcio            | 34 | 10 | 14 | 10 | 29 | 30 | 44 |
| 11.  | AS Calcio Potenza          | 34 | 10 | 10 | 14 | 34 | 38 | 40 |
| 12.  | US Massese                 | 34 | 9  | 13 | 12 | 34 | 43 | 40 |
| 13.  | Sambenedettese Calcio 1923 | 34 | 9  | 13 | 12 | 32 | 39 | 40 |
| 14.  | AC Pistoiese               | 34 | 7  | 13 | 14 | 27 | 38 | 34 |
| 15.  | SS Juve Stabia             | 34 | 7  | 12 | 15 | 34 | 42 | 33 |
| 16.  | SS Lanciano 1              | 34 | 9  | 15 | 10 | 30 | 34 | 32 |
| 17.  | AC Sangiovannese           | 34 | 6  | 11 | 17 | 24 | 49 | 29 |
| 18.  | AC Martina 1947 2          | 34 | 4  | 9  | 21 | 25 | 58 | 20 |

Poznámky
- Z = Odehrané zápasy; V = Vítězství; R = Remízy; P = Prohry; VG = Vstřelené góly; OG = Obdržené góly; B = Body
- za výhru 3 body, za remízu 1 bod, za prohru 0 bodů.
- 1  SS Lanciano bylo odečteno 10 bodů.
- 2  Pescara Calcio a AC Martina 1947 byl odečten 1 bod.

|  | Přímý postup do Serie B 2008/09                    |
|  | Play off                                           |
|  | Play out                                           |
|  | Přímý sestup do Lega Pro Seconda Divisione 2008/09 |

### Play off
Boj o postupující místo do Serie B.

#### Semifinále
Perugia Calcio – Ancona Calcio 3:1, 0:2

FC Crotone – Taranto Sport 3:2, 0:2

#### Finále
Taranto Sport – Ancona Calcio 0:0, 1:2
Postup do Serie B 2008/09 vyhrál tým Ancona Calcio.

### Play out
Boj o udržení v Serie C1.
AC Sangiovannese – AC Pistoiese 0:3, 0:1

SS Lanciano – SS Juve Stabia 0:1, 0:0
Sestup do Lega Pro Seconda Divisione 2008/09 měli kluby AC Sangiovannese a SS Lanciano. Nakonec klub SS Lanciano zůstal v lize i v příští sezoně.